# 史特靈轟炸機
肖特史特靈轟炸機是二戰中英國自製的第一種四引擎重型轟炸機。本機是肖特兄弟公司應空軍部（Air Ministry）的要求而自1936年研製，並於1941年服役。因為皇家空軍在史特靈轟炸機服役後很快就投入了其他性能更好的四引擎轟炸機（如哈利法克斯轟炸機、蘭開斯特轟炸機等），所以史特靈轟炸機只有相當短的服役時間，並於1943年後就轉為執行二線任務。

## 研發
在整個1930年代，英國皇家空軍對雙引擎轟炸機始終保持濃厚的興趣。這種設計對引擎生產和維護工作產生的壓力較小，上述兩項工作已經因為有大量的新機型投入現役已經變得十分緊張了。而同時發動機動力上限瓶頸已經相當程度影響飛機性能改進，英國雖然已經投入巨資去開發出力更大的2000匹馬力(1,500 kW)級引擎以提高飛機的性能，但在1930年代末還是沒有一台投入生產；在同期間，美國與蘇聯各自成功研發出使用四台較小馬力引擎做為動力的飛機，在實踐上證明有著良好的續航力和起飛重量。因此1936年皇家空軍決定研究四引擎轟炸機的可行性。

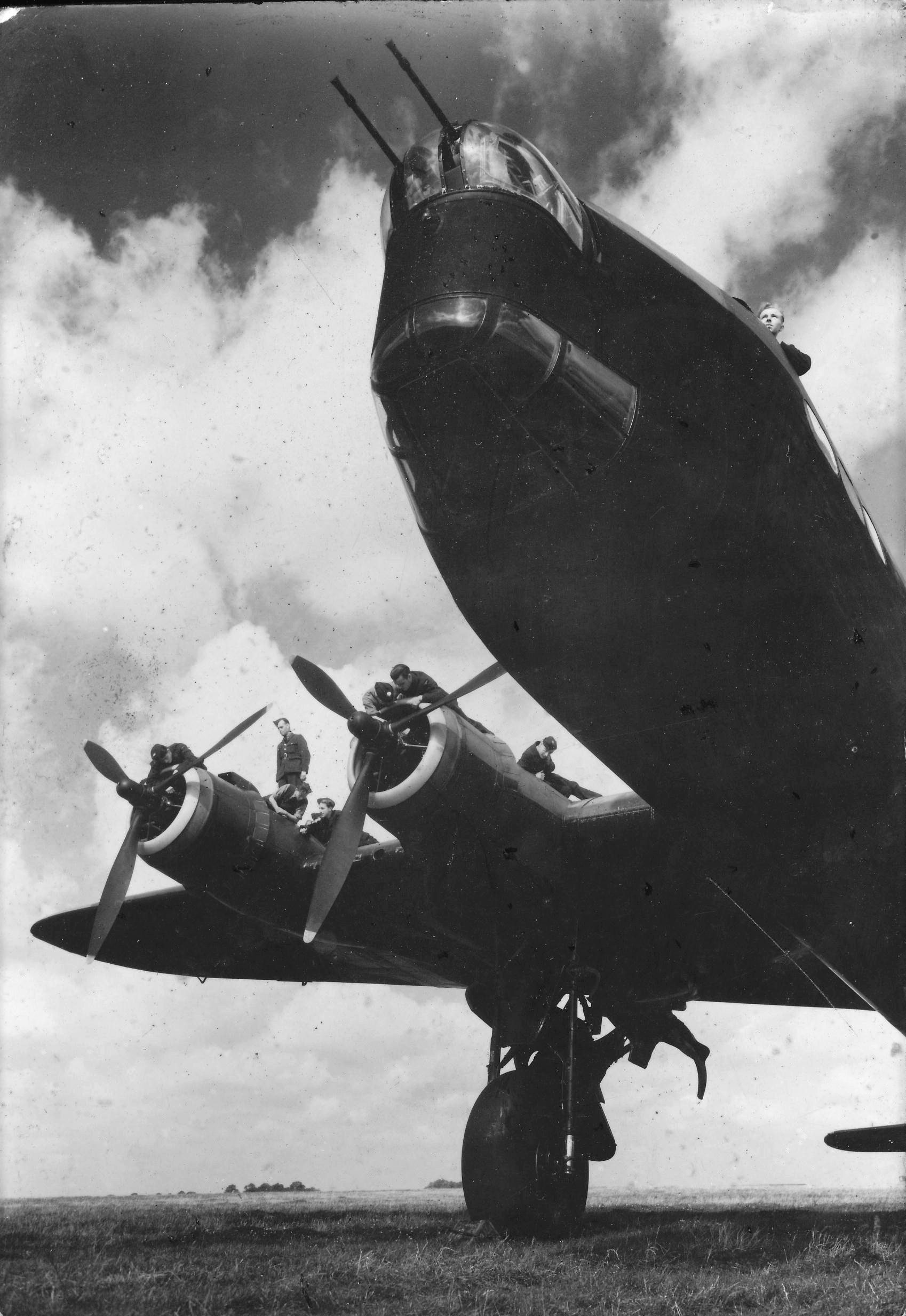
地勤人员正在做维护工作

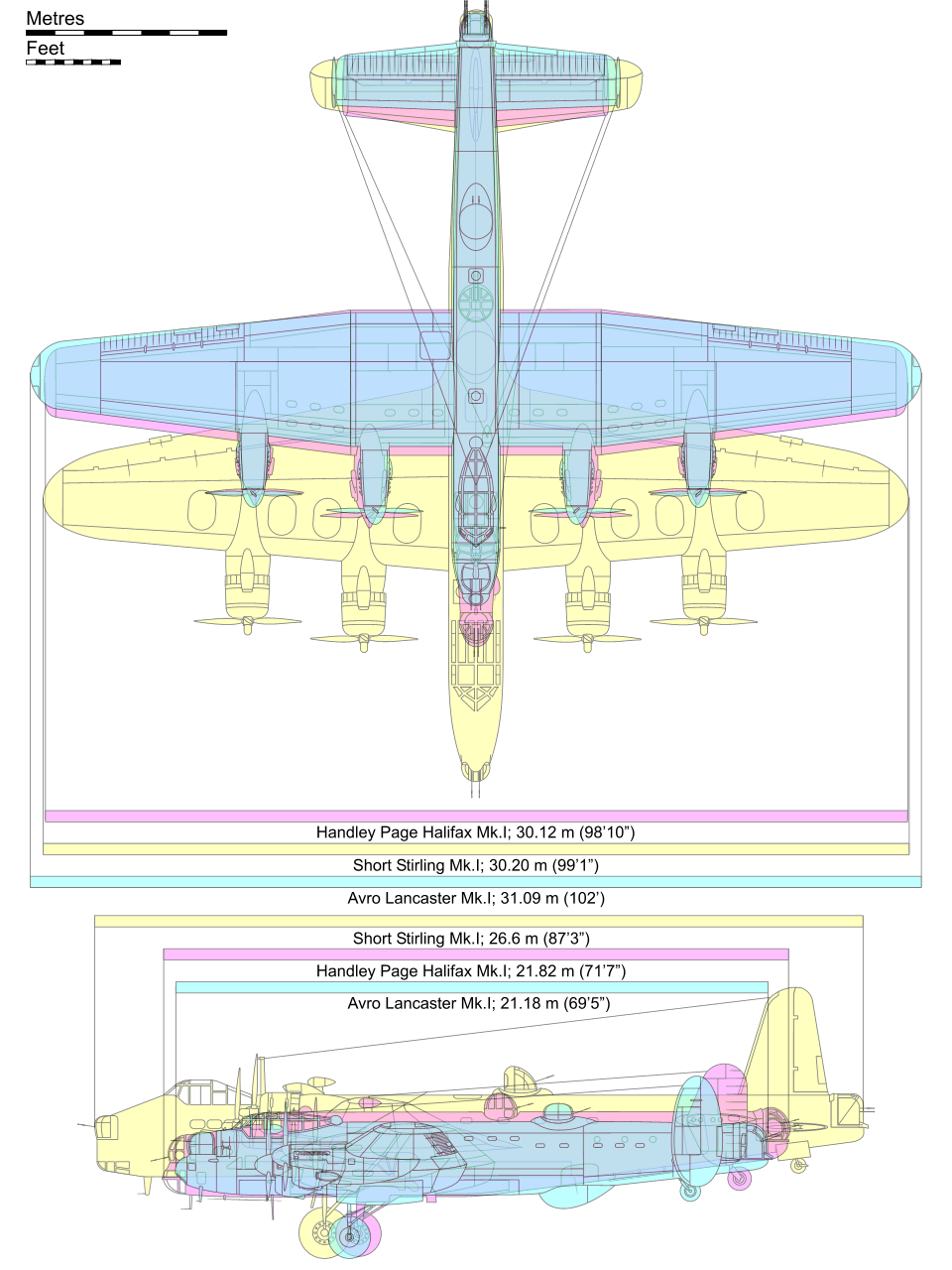
史特靈轟炸機（黃色）與其同時代機種：蘭開斯特轟炸機（藍色）、哈利法克斯轟炸機（粉色）比較圖

空軍部在规范 B.12/36中提出了一个混合的需求。载弹量最大达到14,000 lb (6,350 kg)时，航程应达到2,000英里(3218 公里）或者在载弹量减到8,000 lb (3,629 kg)时，航程达到3,000英里 (4,800 公里) (在那个时代是不可能达到的需求)。它要在15,000英尺的高度达到230英里/小时的巡航速度，安有3个防御炮塔。该型号飞机应当可以用做24座的部队运输机。这是出于将部队运输到大英帝国最遥远的角度然后用轰炸支援他们这一思路，為達到這一目的同時減輕生產壓力，它要能夠被拆成多個部件，並由鐵路運輸。同時它能在有限的“偏遠地區”機場起降，它必須能從500英尺(150 公尺）跑道上起飛，並飛過50英尺(15公尺）高的樹木，今天很多小型飛機都難以滿足這一要求。經常有人說飛機的翼展被限制在100英尺(30公尺）的原因是這樣飛機可以裝入現有的機庫中。"翼展應空軍部要求減至100英尺"但是最大的機庫可容納112 英尺寬的飛機，而且規範要求進行戶外維護。其實翼展的限制是強加的確保減少史特靈轟炸機重量的一個（不成功）的嘗試。
肖特兄弟公司最初是忽略這些招標要求進行設計投標的，它最後參與進來是因為在他們手上已經有很相似的設計，同時他們還有豐富的設計師隊伍以及生產裝備。他們也已經投產了一些和要求的尺寸相似的幾種四引擎水上飛機設計，而且通過從肖特的桑德蘭水上飛機上移除下層甲板和船型船殼，這就形成了他們的S.29型設計。新的S.29型設計在其它方面幾乎相同的，如機翼與控制系統是相同的，結構也是相同的，它甚至還保留了使桑德蘭的尾部不接觸海水飛沫的輕微上彎的後機身設計。
1936年10月，S.29已經進入了被考慮的設計的候選名單中，1937年1月超級海軍軍士317型已經生產出原型機。1937年2月，軍方要求肖特兄弟公司在他們的設計上合併進行修改，包括考慮使用布里斯托力士型發動機代替Napier Dagger引擎，增加飛行高度（到達28,000英尺）同時減少翼展，肖特兄弟公司接受了如此大量的重新設計。S.29使用了桑德蘭的114英尺（35米）機翼,現在它不得不縮減到小於100英尺（30米），同樣的限制也強加到了按P.13/36規範設計的飛機（哈利法克斯轟炸機和Avro Manchester）。為了在縮短翼展並提高重量的設計上得到所需要的升力，肖特兄弟公司重新設計了機翼，使之更厚且改變外形。
6月，S.29被接受並成為超級海軍軍士316型的替補，並於10月正式定貨。
肖特兄弟公司製造了一個一半尺寸版本的飛機，稱為S.31 (在公司內部也稱為M4 - 在尾翼上的型號)，使用四台Pobjoy Niagara引擎，它於1938年9月19日首飛，由肖特兄弟公司的首席試飛員J. Lankester Parker進行試飛，設計的所有參數都令人滿意，除了起飛距離比想像的要長，要修正這個問題，就需要增加機翼的角度，正常情況下這就意味著飛機在巡航時機頭必須向下（就像Armstrong Whitworth Whitley飛機那樣），但是,肖特兄弟公司通過加長起落架支柱使機頭在起飛時翹起。但這導致了裝置的結構脆弱，並造成了許多起飛和降落的事故S.29於1944年2月因在薩福克RAF Stradishall起飛時發生事故而被放棄。
第一架S.29（現在它有了官方的名字“史特靈”，它來自於同名的蘇格蘭城市）裝備有4台Bristol Hercules II型星形發動機，它於1939年5月14日首飛，在著陸過程中一個剎車鎖死，造成了它在跑道上側滑並損壞了起落架。第二架原型機重新設計了起落架，使用更強更重的支柱。在兩個月後它的首飛中，它的一台引擎在起飛時失靈，但飛機還是很容易的降落了。從那以後，安全記錄不斷改善，定型機於1940年8月開始在肖特兄弟公司的Rochester工廠開始生產，這個地區有一些著名的航空製造企業，在不列顛之戰的開始幾天就經受了嚴重的轟炸，包括一次著名的由一個集團的Dornier Do 17進行的低空襲擊。一些已經完成的史特靈轟炸機在地面上被摧毀，而工廠也被嚴重破壞，在幾乎一年後才開始恢復生產。一些生產被安排到伯明翰南邊Cofton Hackett的Austin Aero的工廠。該工廠最終生產了大約150架史特靈轟炸機。
1940年，轟炸摧毀了超級海軍軍士公司（Supermarine）在伍尔斯顿的工廠，未完工的316型原型機也同時被炸毀，同年11月，316型被取消，使史特靈成為唯一的符合B.12/36規範的設計。
儘管史特靈轟炸機比美國和蘇聯的四引擎轟炸機尺寸要小一些，但它比任何過往投入的四引擎機型要有著更強的動力、更好的載荷/航程比。它有著14,000磅（6.25長噸，6,340公斤）載彈量，把它放到了一個絕無僅有的級別，兩倍於其它轟炸機。它比哈利法克斯轟炸機以及後來替代它的蘭開斯特轟炸機要大，但這兩者原來設計時都是使用兩引擎佈局的。史特靈是當時唯一的從設計開始就采用四引擎佈局的轟炸機（蘭開斯特轟炸機是由Avro Manchester轟炸機重新裝備新引擎佈局而來的，而哈利法克斯原來設計是使用2台禿鷹引擎，後來到1937年由於秃鹰引擎的問題變的明確後，只好於1937年重新設計成使用4台梅林引擎。）)
設計裡安裝了機頭和機尾炮塔（後者因有著寬闊的射擊角度而著名）。同時還包括一個在炸彈倉後可收回的機腹（“垃圾箱”）炮塔，這個炮塔由於受限條件過多後被證明是幾乎無用的。而且增加了干擾，當在不平的地面滑行時炮塔容易掉出來並碰撞地面。所以這一設計在生產的一開始就被移除.臨時替代品是在艙口的橫梁上安裝一對機炮。直到後來使用了一個雙炮機背炮塔，然而這個新的安裝也有問題，它有一個裝有撤離艙口的金屬背殼，結果證明是無法使用的。後來的史特靈Mk III 型使用全覆蓋玻璃炮塔（與蘭開斯特轟炸機上相同的FN.50型）代替了這個金屬炮塔，它提供了更大的空間和更好的視野。後來史特靈也安裝了一個增強型的低阻翼型的遙控FN.64炮塔。
大量的注意力都集中在如何減少阻力——所有的鉚釘頭都被磨平，所有的板都契合好已避免產生縫隙——但是所有這些努力很可能被使用的偽裝涂料給抵消了。機翼上使用的古奇襟翼（Gouge flaps）與水上飛機使用的很相近。
最早的幾架Mk I使用了Hercules II引擎，大部分還是使用了1,500 hp (1,100 kW)的Hercules XI引擎。於1943年出廠的Mk III除了安裝了相似的新機背炮塔以外，還使用了增強的1,635 hp (1,200 kW) Hercules VI或XVI型引擎，這使它的最大速度從255英里（410公里）/小時提高到270英里（435公里）/小時。
甚至在史特靈投入生產之前，肖特兄弟公司已經進行了S.34的設計來提升性能，以達到B.1/39規範的要求。它裝備了4台Bristol Hercules 17 SM引擎，優化了高空性能。新設計擴展了翼展，並修正的機身，使之能在機背和機腹上安裝帶有4門20 mm Hispano機炮的電動炮塔，然而儘管獲得了更好的機動性和容量，空軍部還是不感興趣。
1941年，肖特兄弟公司計划推出一個增強版的史特靈，在公司的年表上它被樂觀的稱為“超級史特靈”（The Super Stirling）。這個史特靈具有135 英尺9英吋(41.38 米)的翼展，使用4台Bristol Centaurus星形發動機，最大起飛重量為104,000 磅 (47,174 公斤)，估計的性能參數有：300 英里/小時 (483 公里/小時)的飛行速度；在裝有10,000 lb (4,536 kg)武器裝備時航程可達4,000英里(6,437 公里)，它最初是按照B.8/41規範進行設計的，但是轟炸機司令部總司令（CinC）亞瑟·哈里斯認為雖然飛機設計很優秀，但要真正進入量產時間會相當遲緩；所以還不如將努力投入到給史特靈加裝改良後的力士引擎，以達到更高的升限。因此皇家空軍在1942年5月通知蕭特公司它們不支持這項計劃，1942年8月超級史特靈所有相關業務均告取消。

## 服役歷史

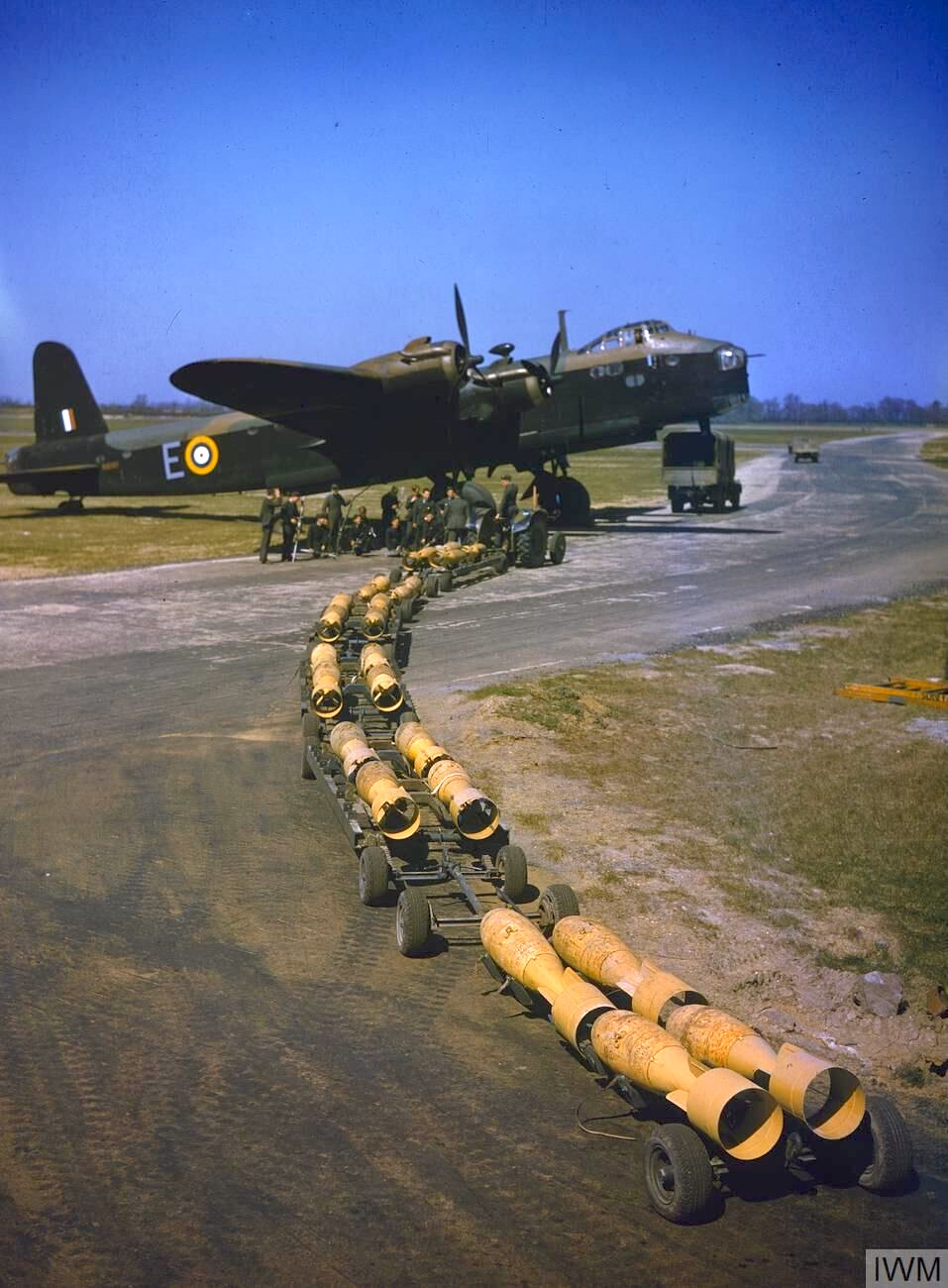
1941年於英國皇家空軍沃特比奇基地的第26中隊的史特靈轟炸機

史特靈轟炸機開始投入戰備是在1941年1月，由英國皇家空軍第7中隊操作。1941年2月10日夜間至11日清晨，3架史特靈轟炸機開始了它們的第一次轟炸任務，轟炸鹿特丹附近的弗拉爾丁恩的油槽，從1942年春天開始該型轟炸機被大量的使用。從1943年5月起，對德國的轟炸同時動用了超過百架規模史特靈轟炸機。
儘管在操作極限高度上有著“令人失望的表現”，史特靈的駕駛員非常高興的發現：由於其厚重的機翼，他們能夠對付他們面對的Ju 88轟炸機和 Bf 110戰鬥機改裝的夜間戰鬥機時，駕駛它對付其上面兩種飛機相對於駕駛哈利法克斯和蘭開斯特轟炸機要更容易一些，基於它的飛行特性，皇家空軍第214中隊的飛行員Murray Peden評價史特靈是“被製造出來的最好的飛機之一”
另一個由厚機翼帶來的後果就是較低的最大升限，在很多行動中，它會在低於12,000英尺（4,000米）的高度飛行。在很多空襲行動中這是一個缺點，最典型的就是，如果要去襲擊意大利，飛機必須“穿過”（而不是越過）阿爾卑斯山。當史特靈與其它皇家空軍的轟炸機聯合行動時，由於其它型號的轟炸機飛得較高，納粹空軍會被低飛的史特靈吸引並攻擊它，於是，在投入使用的5個月裡，在投入使用的84架中的67架不是被敵人擊落就是在墜機後報廢。
史特靈在最大載彈量酬載狀態時，續航力只有大約590英里（949公里）。假如要執行盟軍轟炸機的典型任務（深入軸心國境內執行轟炸），它只能帶上較少的3,500 磅 (1,590 公斤)的彈藥，是由7枚500 磅 (227 公斤) GP炸彈組成。這套炸彈組合是由皇家空軍的中型轟炸機，如Vickers Wellington或1944年前的de Havilland Mosquito攜帶的。或許設計上最大的問題是：雖然它的炸彈倉大到40英尺長但它有兩個結構分隔，這限制它不能攜帶超過2000磅(907 公斤)的炸彈，當皇家空軍開始使用4000磅(1,815 公斤)的"cookies"炸彈和更大的"specials,"炸彈時，史特靈轟炸機的作用變小。罕德列·貝吉的哈里法克斯轟炸機，以及Avro的蘭開斯特轟炸機提供了更好的性能（蘭開斯特轟炸機在長距離飛機的載彈量是史特靈的兩倍，而在4000英尺的飛行高度時速度要快40英里/小時），所以當他們在1943年被大量使用時，史特靈轟炸機被歸入二線機種。

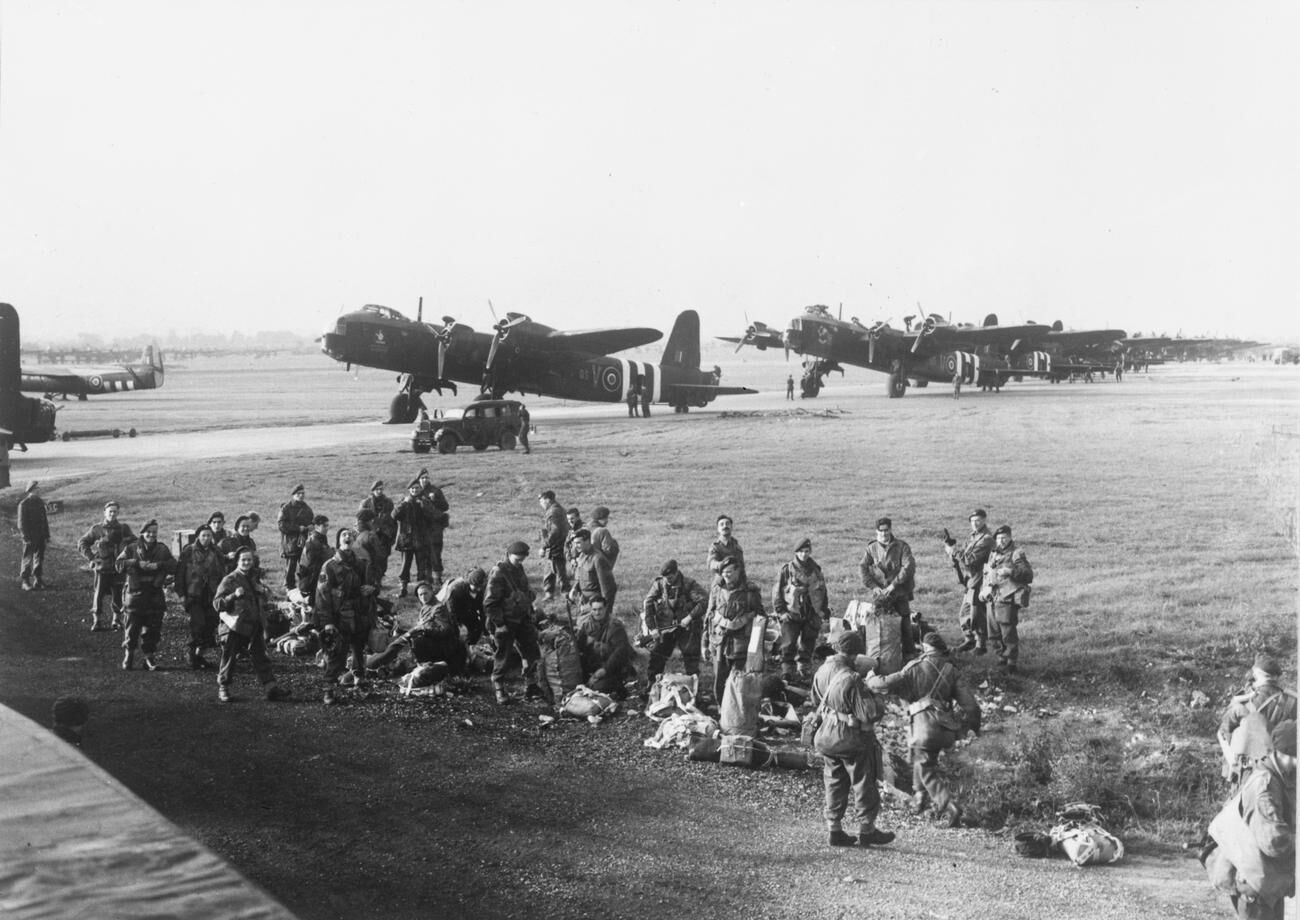
1944年9月的市場花園行動中執行任務的英國皇家空軍第620中隊的Mk IV型史特靈

1943年12月，史特靈開始從執行前線轟炸任務的位置上退出，其主要任務轉為在德國港口外布置水雷、電子對抗以及在遙遠的敵後進行夜間空投間諜的行動（通過現在不再使用的腹部炮塔環）。也就是在那時候，拖曳軍用滑翔機（military glider）需要更多的馬力強勁的飛機，如GAL Hamilcar和Airspeed Horsa，史特靈非常適合這類任務，在1943年下半年，143架Mk III轟炸機被改建為新的Mk IV系列規格（沒有機頭和機尾炮塔），用於拖曳滑翔機和空投傘兵，同時還生產了461架新的Mk IV型，它們被用於諾曼底登陸和市場花園行動，史特靈也參加了1944年6月D日的閃光行動（Operation Glimmer），主要是精確投放金属箔片（"window" ("chaff")）以產生誘餌登陸艦隊的雷達圖像。從1944年下半年起，160架特別運輸型的Mk V型出產了，它們的的機尾炮塔被移除，並增加了一個新的開放式機頭，大部分的這批飛機在戰後才造好。
在為轟炸機司令部服役期間，史特靈共執行了14,500次任務，投下了27,000噸的炸彈，在行動中損失582架，119架報廢。
史特靈出現在小說KG 200的附錄裡，在小說裡它由德國秘密行動單位KG 200在二戰期間測試、評估，有時秘密地用於捕獲敵人飛機。

### 維多利亞十字勳章接受者
總共有两个維多利亞十字勳章（Victoria Cross）頒給了史特靈的飛行員，但都是在死後，分別為：皇家澳大利亞空軍的空軍上士（Flight Sergeant）Rawdon Hume Middleton，是皇家空軍第149中隊一架史特靈Mk I的機長，因於西元1942年12月空襲都靈戰鬥中的英勇表現而獲得此勳章。皇家空軍第218中隊的史特靈轟炸機機長，代理空軍上士Arthur Louis Aaron，他因1943年8月在空襲都靈戰鬥中的英勇表現而獲得此勳章。

## 使用國
比利时
- Trans-Air, 後來稱為Air Transport (戰後成為民航使用，一共10架飛機，其中9架由埃及空軍繼續使用，第10架(OO-XAC, 前序號為PK172)在中國昆明的行動中墜毀。[19][20]

 加拿大
- 加拿大皇家空軍

 埃及
 德国
- KG 200（英语：Kampfgeschwader 200）[18]

 英国
- Royal Air Force

| - - 英國皇家空軍第7中隊 從1940年8月到1943年7月 - 英國皇家空軍第15中隊 從1941年4月到1943年12月 - 英國皇家空軍第46中隊 從1945年1月到1946年2月 - 英國皇家空軍第48中隊 - 史特靈 Mk V 運輸機版 - 英國皇家空軍第51中隊 從1945年6月到1946年2月 - 紐西蘭皇家空軍第51中隊 從1942年10月到1944年3月 - 英國皇家空軍第90中隊 從1942年11月到1944年6月 - 英國皇家空軍第138中隊 從1944年6月到1945年3月 - 英國皇家空軍第148中隊 從1944年11月到1944年12月 - 英國皇家空軍第149中隊 從1941年11月到1944年9月 - 英國皇家空軍第158中隊 從1945年6月到1945年12月 - 英國皇家空軍第161中隊 從1942年4月到1945年6月 - 英國皇家空軍第171中隊 從1944年9月到1945年1月 - 英國皇家空軍第190中隊 從1944年1月到1945年5月 | - - 英國皇家空軍第196中隊 從1943年7月到1946年3月 - 英國皇家空軍第199中隊 從1943年7月到1945年3月 - 英國皇家空軍第214中隊 從1942年4月到1944年1月 - 英國皇家空軍第218中隊 從1942年1月到1944年8月 - 英國皇家空軍第242中隊 從1945年2月到1945年10月 - 英國皇家空軍第295中隊 從1944年7月到1946年1月 - 英國皇家空軍第299中隊 從1944年1月到1946年2月 - 英國皇家空軍第513中隊 從1943年9月到1943年11月 - 英國皇家空軍第523中隊 從1944年6月到1944年8月 - 英國皇家空軍第570中隊 從1944年7月到1946年1月 - 英國皇家空軍第620中隊 從1943年6月到1945年7月 - 英國皇家空軍第622中隊 從1943年8月到12月 - 英國皇家空軍第623中隊 從1943年8月到12月 - 英國皇家空軍第624中隊 從1944年6月到9月 |

## 規格 (Short Stirling I)
参考资料：
基本信息
- 机组：7 (主駕駛員和副駕駛員，導航員/轟炸瞄準員，前炮手/無線電操作員，兩個機炮手和一個飛行機械師)
- Aspect ratio: 6.5

性能
武器

- 機槍：8 x 0.303 英吋 (7.7 mm) 白朗寧.303 MkII航空機槍: 2門在電動機頭炮塔裡，4門在機尾炮塔，2門在機背炮塔
- 炸彈：最高14,000磅(6,340公斤)炸彈[24]

## 外部連結
- Austin & Longbridge Aircraft Production（页面存档备份，存于）
- Peter van Gelderen's Stirling bomber website（页面存档备份，存于）
- Stirling Bomber Crews and Their Experiences（页面存档备份，存于）